# Damen Dao
Damen Dao (kinesiska: Hu-t’ou Tao, Huangda’ao, 大门岛, Huang-ta Hsü) är en ö i Kina. Den ligger i provinsen Zhejiang, i den östra delen av landet, omkring 270 kilometer söder om provinshuvudstaden Hangzhou. Arean är 31 kvadratkilometer. Den sträcker sig 5,2 kilometer i nord-sydlig riktning, och 11,0 kilometer i öst-västlig riktning.
Genomsnittlig årsnederbörd är 2 049 millimeter. Den regnigaste månaden är juni, med i genomsnitt 283 mm nederbörd, och den torraste är juli, med 78 mm nederbörd.